# Davîdivka, Pîreatîn
Davîdivka (în ucraineană Давидівка) este localitatea de reședință a comunei Davîdivka din raionul Pîreatîn, regiunea Poltava, Ucraina.

## Demografie
Componența lingvistică a localității Davîdivka
     Ucraineană (96,54%)
     Rusă (3,21%)
     Alte limbi (0,26%)
Conform recensământului din 2001, majoritatea populației localității Davîdivka era vorbitoare de ucraineană (96,54%), existând în minoritate și vorbitori de rusă (3,21%).